# Cycas
Pour l’article homonyme, voir Cycas (informatique).
Genre
Synonymes
- Dyerocycas Nakai
- Epicycas de Laub.
- Todda-pana Adans.

Les Cycas sont un genre de plantes arborescentes vivant dans les pays chauds. Les feuilles sporangifères évoquant les feuilles végétatives, plusieurs traits de gigantisme — très grandes feuilles, fort diamètre des troncs, ovules gros comme des œufs de pigeon, anthérozoïdes (spermatozoïdes) perceptibles à l’œil nu… — sont des marques d'ancienneté d'un groupe presque éteint.
Plus de 100 espèces ont été identifiées en Afrique de l'Est, à Madagascar, en Asie du Sud-Est, en Nouvelle-Calédonie et aux Tonga.
L’espèce la plus connue est le Cycas revoluta.

## Répartition géographique

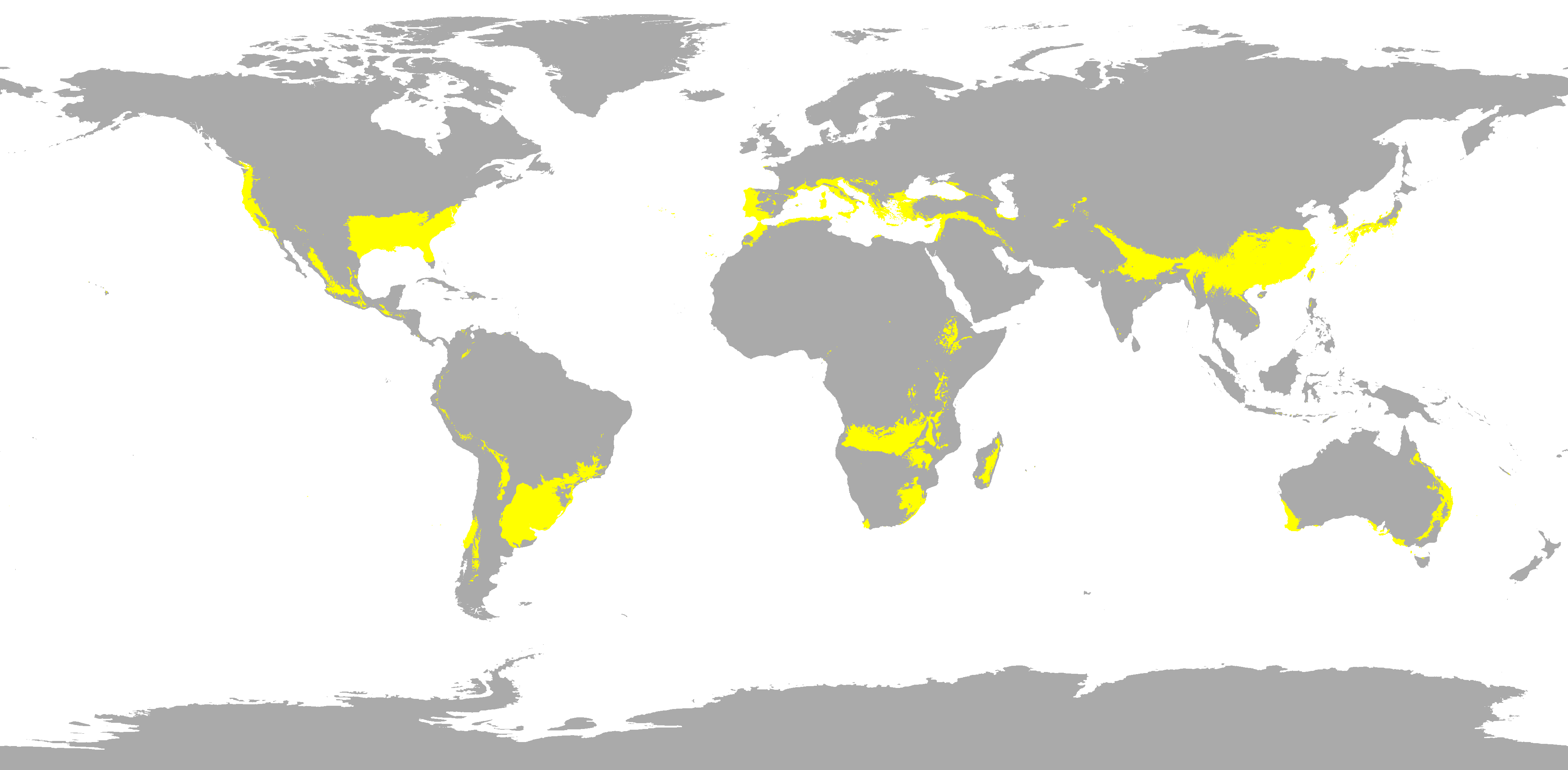
Zones subtropicales.

Dans la nature, le genre des cycas est originaire de l'Ancien Monde, avec les espèces concentrées dans une bonne partie des régions tropicales et subtropicales, quelquefois des zones semi-arides aux forêts tropicales humides — l'Asie de l'Est et du Sud-Est, y compris les Philippines avec 10 espèces (dont 9 sont endémiques), l'Afrique de l'Est (y compris Madagascar), le nord de l'Australie, la Polynésie et la Micronésie.
L'Australie compte 26 espèces, tandis que la zone indochinoise en compte environ 30. L'Inde compte 9 espèces. L'espèce la plus septentrionale (C. revoluta) se trouve à 31°N dans le sud du Japon. La plus méridionale (C. megacarpa) se trouve à 26°S dans le sud-est du Queensland. En raison de la présence d'un grand nombre d'espèces de Cycas en Chine, en Australie et en Inde, ces pays sont considérés comme des centres de diversité du genre.

## Évolution
Les premiers fossiles du genre Cycas apparaissent au Cénozoïque, bien que les fossiles de type Cycas pouvant appartenir aux Cycadaceae se prolongent bien dans le Mésozoïque. Les cycas ne sont pas étroitement liés aux autres genres de cycadales, et les études phylogénétiques ont montré que les cycadacées sont le groupe frère de toutes les autres cycas existantes. On pense que les cycas conservent un certain nombre de caractères ancestraux qui ont été modifiés dans les autres cycadales (Stangeriaceae et Zamiaceae) : en particulier, le cône ovulé (« femelle ») a de très gros ovules attachés aux mégasporophylles qui sont plutôt tenus dans une rosette laxiste plutôt que dans le cône serré trouvé dans d'autres cycadales.

## Morphologie

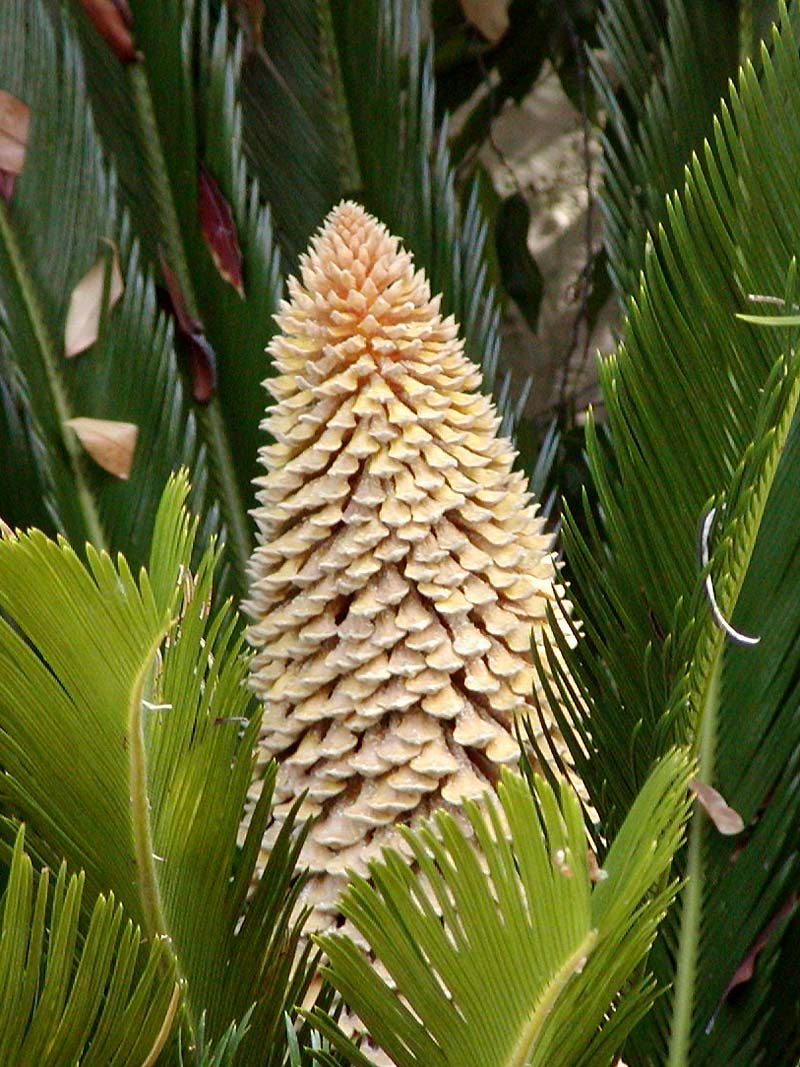
Cône mâle de Cycas revoluta.

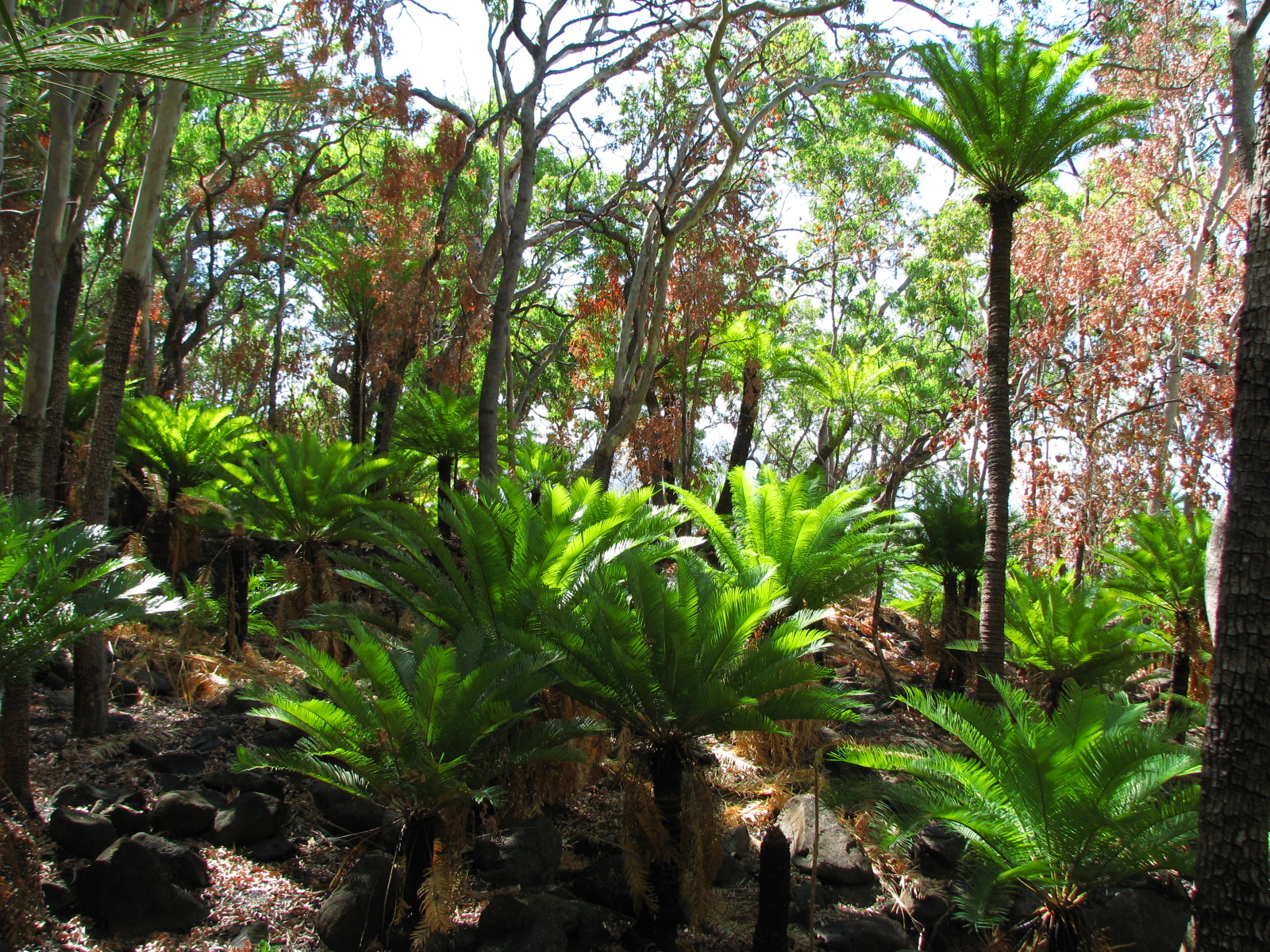
Bosquet de Cycas media dans le nord du Queensland.

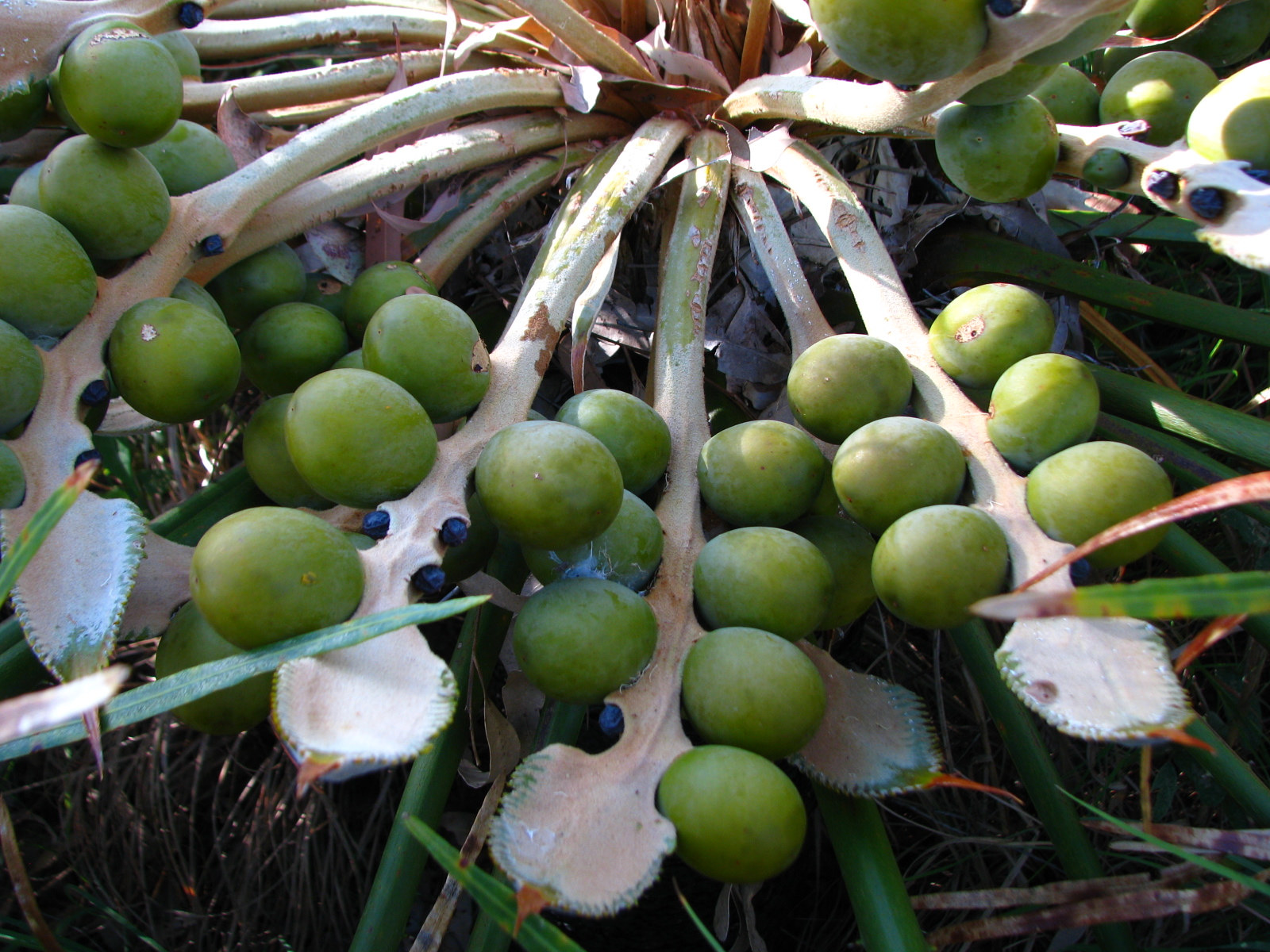
Mégasporophylles de Cycas media avec des graines presque matures sur une plante sauvage dans le nord du Queensland, Australie.

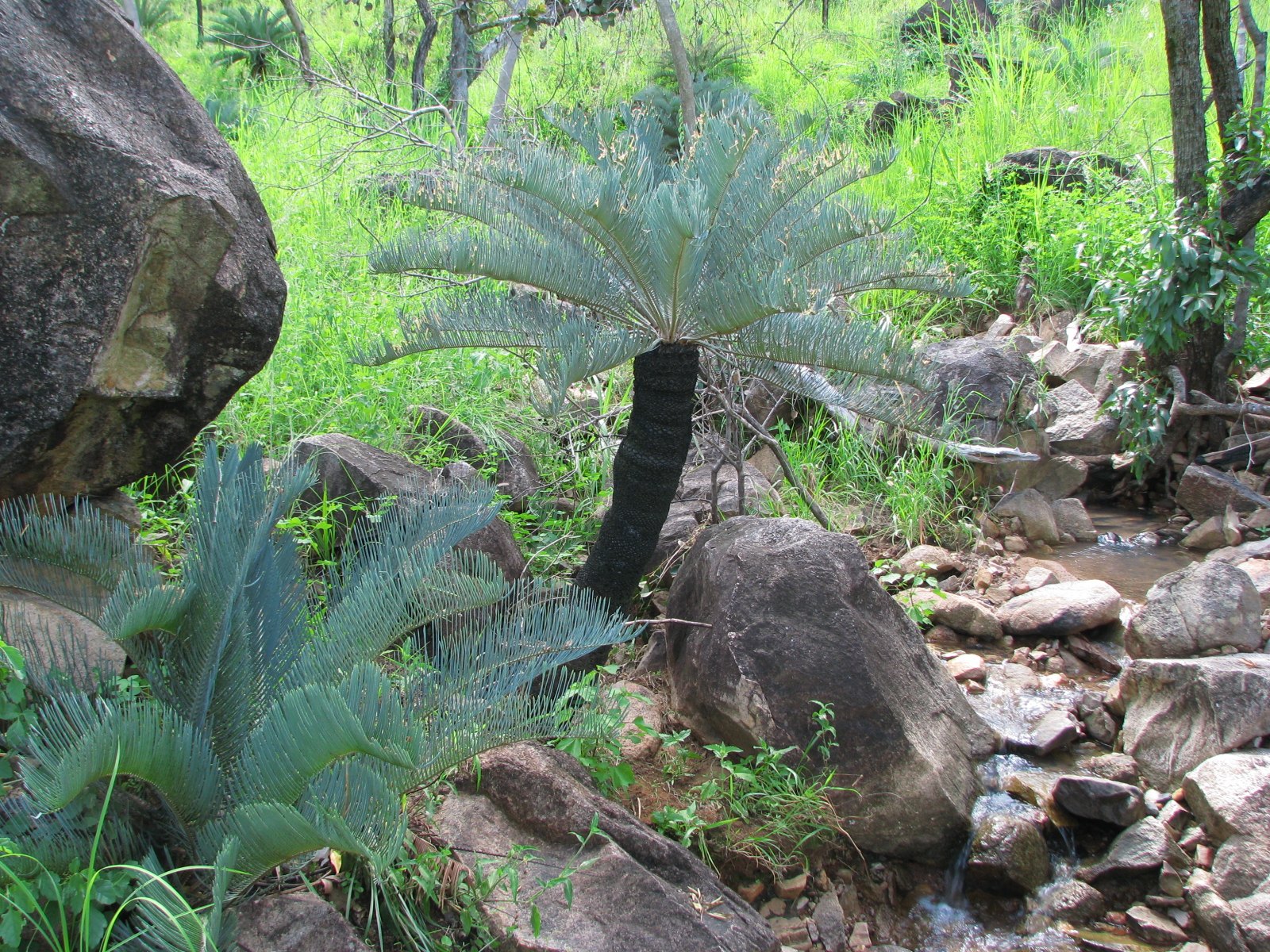
Cycas platyphylla dans le nord du Queensland avec de nouvelles bouffées de frondes pendant la saison des pluies, toujours avec une floraison glauque.

Le caudex est cylindrique, entouré par les bases persistantes des pétioles. La plupart des espèces forment des troncs ramifiés ou non ramifiés distincts, mais chez certaines espèces, le tronc principal peut être souterrain, la couronne foliaire semblant provenir directement du sol. Il existe deux types de feuilles : les feuilles à feuillage et les feuilles écailleuses. Les feuilles sont pennées (ou plus rarement bipennées) et disposées en spirale, avec une kératinose épaisse et dure. Elles ne sont pas permanentes et tombent en laissant des bases foliaires en arrière. Les folioles sont articulées, ont la nervure médiane mais manquent de nervures secondaires. Les feuilles écailleuses sont persistantes, de couleur brune et protectrices. Les mégasporophylles ne sont pas rassemblées en cônes. La pollinisation a lieu par voie aérienne.
Les plantes sont dioïques, et la famille Cycadaceae est unique parmi les cycadées en ne formant pas de cônes de graines sur les plantes femelles, mais plutôt un groupe de structures en forme de feuilles appelées mégasporophylles chacune avec des graines sur les marges inférieures et des cônes de pollen ou strobilus sur les individus mâles.

## Reproduction
La plante met plusieurs années à se développer ; la reproduction sexuée a lieu après dix ans de croissance végétative exclusive qui se produit par les bulbilles apparaissant à la base du tronc.

## Protection
Tous les cycas sont protégés en vertu de la Convention sur le commerce international des espèces de faune et de flore sauvages menacées d'extinction (CITES).

## Liste des espèces
| Phylogeny of Cycas, |
| --- |
| - section Stangerioides - C. micholitzii Dyer - (Pectinata) - C. multipinnata Chen & Yang - C. pectinata Buchanan-Hamilton - C. thouarsii Brown ex Gaudichaud-Beaupré - (Panzhihuaenses) - section Asiorientales - C. revoluta Thunberg (Sago palm) - C. taitungensis Shen et al. - section Panzhihuaenses - C. tropophylla Hill & Lôc - C. ferruginea Wei - C. curranii (Schuster) Hill - C. debaoensis Zhong & Chen - C. brachycantha Hill, Nguyên & Lôc - C. immersa Craib - (Cycas) - C. bifida (Dyer) Hill - C. szechuanensis Cheng & Fu - section Wadeanae - sous-section Wadeanae - C. wadei Merrill - sous-section Taiwanianosae - C. hainanensis Chen - C. taiwaniana Carruthers - C. fairylakea Wang - section Cycas - sous-section Cycas - C. circinalis L. (Indu) - C. micronesica Hill - sous-section Rumphiae - C. pschannae Srivastava & Singh - C. edentata de Laubenfels - C. nitida Hill & Lindström - C. rumphii Miquel - section Indosinenses - C. clivicola Hill - sous-section Indosinenses - C. siamensis Miquel - C. vespertilio Lindström & Hill - C. riuminiana Porte ex Regel - C. bougainvilleana Hill - C. celebica Miquel - sous-section Lindstroemiae - C. macrocarpa Griffith - C. nongnoochiae Hill - C. elongata (Leandri) Wang - C. tansachana Hill & Yang - C. lindstromii Yang, Hill & Nguyên - C. condaoensis Hill & Yang - C. chamaoensis Hill - C. media Brown - section Endemicae - C. diannanensis Guan & Tao - C. cairnsiana von Mueller - C. petrae Lindström & Hill - C. megacarpa Hill - C. calcicola Maconochie - C. armstrongii Miquel - C. balansae Warburg - C. segmentifida Wang & Deng - C. dolichophylla Hill, Nguyên & Lôc - C. simplicipinna (Smitinand) Hill - C. guizhouensis Lan & Zou - C. chevalieri Leandri - C. maconochiei Chirgwin & Hill - C. arenicola Hill - C. schumanniana Lauterbach - C. aculeata Hill & Nguyên - C. silvestris Hill - C. basaltica Gardner - C. semota Hill - C. orientis Hill - C. canalis Hill - C. hongheensis Yang & Yang ex Wang - C. conferta Chirgwin - C. angulata Brown - C. couttsiana Hill - C. ophiolitica Hill - C. tanqingii Wang - C. platyphylla Hill - C. indica Lindström & Hill (=Cycas swamyi) - C. annaikalensis Rita Singh & Radha - C. beddomei Dyer - C. sphaerica Roxburgh |

- Cycas aculeata
- Cycas angulata
- Cycas apoa
- Cycas arenicola
- Cycas armstrongii
- Cycas arnhemica
- Cycas badensis
- Cycas balansae
- Cycas basaltica
- Cycas beddomei
- Cycas bifida
- Cycas bougainvilleana
- Cycas brachycantha
- Cycas brunnea
- Cycas cairnsiana
- Cycas calcicola
- Cycas campestris
- Cycas candida
- Cycas canalis
- Cycas chamaoensis
- Cycas changjiangensis
- Cycas chevalieri
- Cycas circinalis
- Cycas clivicola
- Cycas collina
- Cycas condaoensis
- Cycas conferta
- Cycas couttsiana
- Cycas curranii
- Cycas debaoensis
- Cycas desolata
- Cycas dharmrajii
- Cycas diannanensis
- Cycas dolichophylla
- Cycas edentata
- Cycas elephantipes
- Cycas elongata
- Cycas falcata
- Cycas fairylakea
- Cycas ferruginea
- Cycas fugax
- Cycas furfuracea
- Cycas guizhouensis
- Cycas hainanensis
- Cycas hoabinhensis
- Cycas hongheensis
- Cycas inermis
- Cycas javana
- Cycas lanepoolei
- Cycas lindstromii
- Cycas litoralis
- Cycas maconochiei
- Cycas macrocarpa
- Cycas media
- Cycas megacarpa
- Cycas micholitzii
- Cycas micronesica
- Cycas multipinnata
- Cycas nathorstii
- Cycas nongnoochiae
- Cycas ophiolitica
- Cycas orientis
- Cycas pachypoda
- Cycas panzhihuaensis
- Cycas papuana
- Cycas pectinata
- Cycas petraea
- Cycas platyphylla
- Cycas pranburiensis
- Cycas pruinosa
- Cycas pschannae
- Cycas revoluta, cycas du Japon, petit rameau (aux Antilles)
- Cycas riuminiana
- Cycas rumphii
- Cycas schumanniana
- Cycas scratchleyana
- Cycas seemannii
- Cycas segmentifida
- Cycas semota
- Cycas sexseminifera
- Cycas siamensis
- Cycas silvestris
- Cycas simplicipinna
- Cycas spherica
- Cycas szechuanensis
- Cycas taitungensis
- Cycas taiwaniana
- Cycas tanqingii
- Cycas tansachana
- Cycas thouarsii
- Cycas tropophylla
- Cycas tuckeri
- Cycas wadei
- Cycas xipholepis
- Cycas yorkiana
- Cycas yunnanensis
- Cycas zambalensis
- Cycas zeylanica